# Kvašov (potok)
Kvašov je potok na středním Pováží, protékající západní části okresu Púchov, na dolním toku tvoří hranici s okresem Ilava na Slovensku. Někdy se označuje jako Suchlica. Je to pravostranný přítok Lednice, měří 10,1 km a je vodním tokem IV. řádu.

## Pramen
Pramení v Bílých Karpatech, v podcelku Vršatské bradlá, na severním svahu Závlačné (635,5 m n. m.) v nadmořské výšce přibližně 560 m n. m.

## Popis toku
Nejprve teče východojihovýchodním směrem, obloukem se stáčí na jih, protéká osadou Močiare, kde přibírá dva krátké přítoky z obou stran. Potom pokračuje jihojihovýchodním směrem přes obec Kvašov, kde přibírá tři levostranné přítoky zpod Harvanové (483,3 m n. m.) a jeden pravostranný ze severního svahu Čížového (459,4 m n. m.). Následně teče jihovýchodním směrem přes Bielokarpatské podhorie, přibírá krátký přítok zprava z východního svahu Čížového, pak zleva přítok protékající osadou Pod horou a vtéká do Ilavské kotliny, kde se stáčí směrem na jihovýchod. Nakonec protéká mezi obcemi Horovce na levém a Dulov na pravém břehu a východně od Dulova ústí v nadmořské výšce cca 243 m n. m. do Lednice.